# Rosemarie Antille

Rosemarie Antille (circa 1990)

Rosemarie Antille (* 20. April 1949) ist eine Schweizer Politikerin (FDP).

## Werdegang
Im Alter von 23 Jahren zog Rosemarie Antille von Vercorin nach Monthey (Wallis). Zu dieser Zeit besassen Frauen in der Schweiz noch kein Wahlrecht. Antille wohnte damals bei einem Freund, der politisch aktiv war. Sie besuchte Sitzungen der drei Parteien SP, CVP und FDP, um herauszufinden, wo sie politisch steht. Bevor sie der Freisinnigen Partei beitrat, war sie Mitglied der freisinnigen Jugend und später der Ortspartei von Monthey. Mit 30 Jahren kandidierte sie als stellvertretende Abgeordnete für den Grossen Rat. Zu ihrer grossen Überraschung wurde sie gewählt, und von da an ging es Schlag auf Schlag.
Von 1979 bis 1991 war sie Abgeordnete im Grossen Rat. Anschliessend war sie vom 31. Januar 1989 bis zum 24. November 1991 im Nationalrat als Nachfolgerin des zurücktretenden Hubert Bonvin. Dann war sie von 1993 bis 2000 Gemeinderätin von Monthey. Zuletzt arbeitete sie als Unterpräfektin für den Bezirk Monthey von 2001 bis 1016. Sie war verantwortlich für den Sozial- und Bildungsbereich. Die letzten drei Jahre hat sie mit Präfekt Antoine Lattion gearbeitet.
Im Jahr 1995 gründete Antille zusammen mit Edmée Buclin-Favre und Monique Paccolat den überparteilichen Verein Solidarité Femmes, der Frauen ermutigen soll, sich im politischen und sozialen Leben zu engagieren.
Antille ist im Ruhestand und lebt nach wie vor in Monthey.